# Povlja

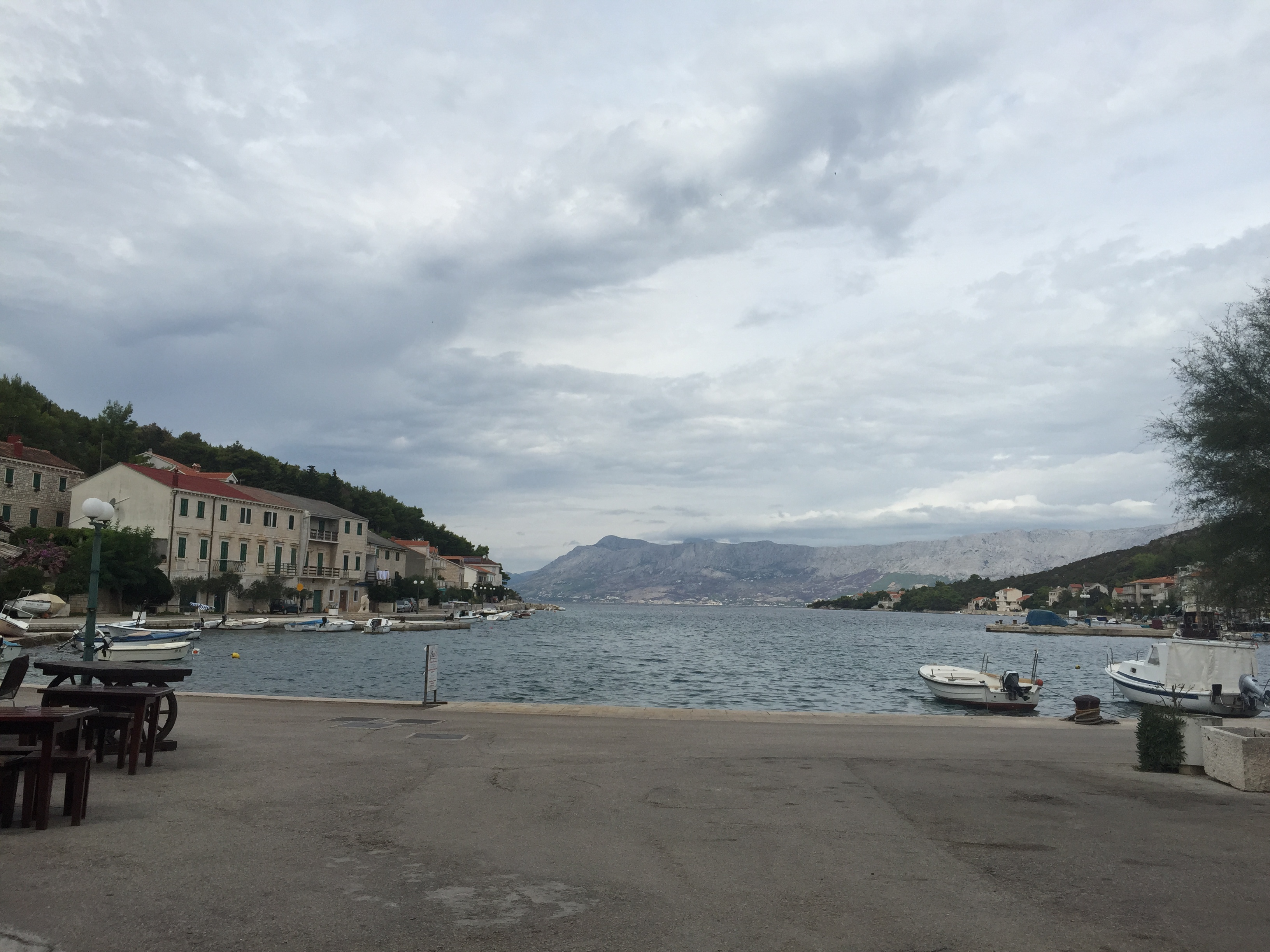
Pobřeží v Povlji

Povlja (italsky Povia) je vesnice a přímořské letovisko v Chorvatsku ve Splitsko-dalmatské župě, nacházející se na severovýchodě ostrova Brač, spadající pod opčinu Selca. V roce 2011 zde žilo celkem 332 obyvatel. V roce 1991 většinu obyvatelstva (97,45 %) tvořili Chorvati.
Jedinou sousední vesnicí je Novo Selo.